# Bat out of Hell (musical)
Bat out of Hell is een rockmusical, geschreven door Jim Steinman, gebaseerd op het gelijknamige album Bat Out of Hell van Meat Loaf, waar Steinman ook bij betrokken was.
De musical is een vrije hervertelling van Peter Pan en Wendy, gevestigd in het post-apocalyptische Manhattan (nu met de naam "Obsidian"), en volgt Strat, de eeuwig jonge leider van The Lost die verliefd is geworden op Raven, dochter van Falco, de tirannieke heerser van Obsidiaan.
Het boek, de muziek en teksten van Bat out of Hell zijn geschreven door Jim Steinman, regie door Jay Scheib en choreografie door Emma Portner. Het is geproduceerd door David Sonenberg, Michael Cohl, Randy Lennox en Tony Smith. In de show speelt Andrew Polec als Strat en Christina Bennington als Raven, met Rob Fowler als Falco en Sharon Sexton als Sloane.
De musical ging in première op 17 februari 2017 in het Manchester Opera House in Manchester, Engeland, en liep tot 29 april 2017. Het ging in première in Londen op 5 juni 2017 en liep tot en met 22 augustus 2017 voordat het naar Toronto, Canada, verhuisde van 14 oktober tot en met 7 januari 2018. De musical keerde terug naar Londen in het Dominion Theatre in april 2018.
De musical werd uitgebracht op cd als originele castopname.
Op 25 maart 2018 werd bekend dat Stage Entertainment de musical naar Oberhausen gaat brengen.

## Rolverdeling
| Karakter | Manchester (2017)    | Londen (2017)        | Toronto (2017-2018)  | Londen (2018)        |
| -------- | -------------------- | -------------------- | -------------------- | -------------------- |
| Strat    | Andrew Polec         | Andrew Polec         | Andrew Polec         | Andrew Polec         |
| Raven    | Christina Bennington | Christina Bennington | Christina Bennington | Christina Bennington |
| Falco    | Rob Fowler           | Rob Fowler           | Rob Fowler           | Rob Fowler           |
| Sloane   | Sharon Sexton        | Sharon Sexton        | Sharon Sexton        | Sharon Sexton        |
| Tink     | Aran MacRae          | Aran MacRae          | Aran MacRae          | Alex Thomas-Smith    |
| Zahara   | Danielle Steers      | Danielle Steers      | Danielle Steers      | Danielle Steers      |
| Jagwire  | Dom Hartley-Harris   | Dom Hartley-Harris   | Billy Lewis Jr       | Wayne Robinson       |
| Ledoux   | Giovanni Spanó       | Giovanni Spanó       | Giovanni Spanó       | Giovanni Spanó       |
| Blake    | Patrick Sullivan     | Patrick Sullivan     | Patrick Sullivan     | Patrick Sullivan     |

## Creatieve team
| Rol                   | Naam              |
| --------------------- | ----------------- |
| Muziek, boek en tekst | Jim Steinman      |
| Regisseur             | Jay Scheib        |
| Set-ontwerp           | Jon Bausor        |
| Choreografie          | Emma Portner      |
| Lichtontwerp          | Patrick Woodroffe |
| Videoontwerp          | Finn Ross         |
| Geluidontwerp         | Gareth Owen       |

## Nummers
Act Een
- 1. Love and Death and an American Guitar
- 2. All Revved Up with No Place to Go / The Opening of the Box / 3. Everything Louder Than Everything Else / If It Ain't Broke, Break It
- 3. Who Needs the Young?
- 4. Life Is A Lemon And I Want My Money Back (excerpt)
- 5. Out of the Frying Pan (And Into the Fire) (intro)
- 6. It Just Won't Quit
- 7. Out of the Frying Pan (And Into the Fire) (full song)
- 8. Two Out of Three Ain't Bad
- 9. Paradise by the Dashboard Light
- 10. The Invocation
- 11. Making Love Out of Nothing at All
- 12. Bat Out of Hell

Act twee
- 1. In the Land of the Pig, the Butcher Is King
- 2. Heaven Can Wait
- 3. Objects in the Rear View Mirror May Appear Closer Than They Are
- 4. Teenager in Love
- 5. For Crying Out Loud
- 6. You Took the Words Right Out of My Mouth (Hot Summer Night)
- 7. Not Allowed to Love
- 8. What Part of My Body Hurts the Most
- 9. Dead Ringer for Love
- 10. Rock and Roll Dreams Come Through
- 11. It's All Coming Back to Me Now
- 12. I'd Do Anything for Love (But I Won't Do That)
- 13. Finale (Bat Out of Hell reprise)